# Юханна аль-Армани
Юханна аль-Армани аль-Кудси (ок. 1720—1786, Каир, Османская империя) — художник армянского происхождения в Египте. Наиболее известен своими религиозными работами, особенно написанием коптский иконами, украшающими церковь Святой Марии в Старом Каире.
Юханна был обычным человеком, который всего добился сам. Он имел средний достаток, а его положение было таким же как и у всех других ремесленников, живших в Каире или любом другом городе османской империи.